# Чивитела Алфедена
Чивитела Алфедена (итал. Civitella Alfedena) је насеље у Италији у округу Л'Аквила, региону Абруцо.
Према процени из 2011. у насељу је живело 300 становника. Насеље се налази на надморској висини од 1108 м.

## Становништво
Према резултатима пописа становништва 2011. у општини је живело 303 становника.
| 1931. | 1936. | 1951. | 1961. | 1971. | 1981. | 1991. | 2001. | 2011. |
| ----- | ----- | ----- | ----- | ----- | ----- | ----- | ----- | ----- |
| 624   | 651   | 614   | 524   | 315   | 323   | 299   | 280   | 303   |

## Партнерски градови
- Canal San Bovo